# Ballana aris
Ballana aris är en insektsart som beskrevs av Delong 1937. Ballana aris ingår i släktet Ballana och familjen dvärgstritar. Inga underarter finns listade i Catalogue of Life.